# Петровский сельсовет (Оренбургская область)
Петровский сельсовет — сельское поселение в Саракташском районе Оренбургской области Российской Федерации.
Административный центр — село Петровское.

## История
Статус и границы сельского поселения установлены Законом Оренбургской области от 2 сентября 2004 года № 1424/211-III-ОЗ «О наделении муниципальных образований Оренбургской области статусом муниципального района, городского округа, городского поселения, установлении и изменении границ муниципальных образований»

## Население
| 2010  | 2012  | 2013  | 2014  | 2015  | 2016  | 2017  |
| ----- | ----- | ----- | ----- | ----- | ----- | ----- |
| 1232  | ↘1229 | ↘1228 | ↘1226 | ↘1222 | ↘1212 | ↘1200 |
| 2018  | 2019  | 2020  | 2021  |       |       |       |
| ↘1157 | ↘1148 | ↘1135 | ↘1105 |       |       |       |

## Состав сельского поселения
| № | Населённый пункт | Тип населённого пункта       | Население |
| - | ---------------- | ---------------------------- | --------- |
| 1 | Андреевка        | село                         | 238       |
| 2 | Петровское       | село, административный центр | 994       |